# Championnat des Îles Turques-et-Caïques de football 1999
Navigation
MFL Super 4s 2000
La saison 1999 de MFL Super 4s est la 1re édition du Championnat des Îles Turques-et-Caïques de football.
Le championnat oppose quatre clubs des Îles Turques-et-Caïques en une série de six rencontres jouées durant la saison de football. Les quatre clubs participants au championnat sont confrontés à deux reprises aux trois autres. La compétition débute le 24 janvier 1999 et se termine le 9 mai 1999.

## Compétition

### Classement
Le classement est établi sur le barème de points classique (victoire à 3 points, match nul à 1, défaite à 0).
| Rang | Équipe                        | Pts | J | G | N | P | Bp | Bc | Diff |  | Résultats (▼ dom., ► ext.)    | Trop | Flec | Prov | Caic |
| ---- | ----------------------------- | --- | - | - | - | - | -- | -- | ---- |  | ----------------------------- | ---- | ---- | ---- | ---- |
| 1    | Tropic All Stars              | 15  | 6 | 5 | 0 | 1 | 23 | 9  | +14  |  | Tropic All Stars              |      | 4-3  | 4-1  | 7-0  |
| 2    | Fleches Rapides de North-Side | 13  | 6 | 4 | 1 | 1 | 26 | 12 | +14  |  | Fleches Rapides de North-Side | 2-1  |      | 4-3  | 3-1  |
| 3    | Provo FC                      | 7   | 6 | 2 | 1 | 3 | 18 | 18 | 0    |  | Provo FC                      | 3-4  | 3-3  |      | 4-3  |
| 4    | Caicos Heat FC                | 0   | 6 | 0 | 0 | 6 | 4  | 32 | -28  |  | Caicos Heat FC                | 0-3  | 0-11 | 0-4  |      |